# Jeranos
Jeranos (armeniska: Երանոս) är en ort i Armenien. Den ligger i provinsen Gegharkunik, i den centrala delen av landet, 60 kilometer öster om huvudstaden Jerevan. Jeranos ligger 1 982 meter över havet och antalet invånare är 4 233.
Terrängen runt Jeranos är kuperad västerut, men österut är den platt. Närmaste större samhälle är Gavar, 17,6 kilometer norr om Jeranos. 
Trakten runt Jeranos består till största delen av jordbruksmark. Runt Jeranos är det ganska tätbefolkat, med 72 invånare per kvadratkilometer.